# Памятник Ильфу и Петрову
Па́мятник И́льфу и Петро́ву (двенадцатый стул, памятник стулу) — бронзовый памятник, установленный в Одессе, Украина, и посвящённый советским писателям Ильфу и Петрову и их знаменитому роману Двенадцать стульев.
Памятник был открыт 1 апреля 1999 года. Бронзовый стул, выполненный в натуральную величину, покоится на квадратном гранитном пьедестале, который в свою очередь расположен на круглом цоколе, выложенном тротуарным кирпичом. На бронзовой табличке, вмонтированной в пьедестал, сказано: «Граждане Одессы — Ильфу и Петрову». На самом цоколе закреплена бронзовая табличка с надписью: «Площадь имени Остапа Бендера».
Скульптор Михаил Рева так раскрыл идею памятника: «Пластика …становится частью взаимоотношений зрителя и скульптуры. Происходит своеобразная игра. Ведь главное — не стул, а кто как с ним фотографируется. Стул — это провокация». Памятник можно «трогать руками» — туристы и одесситы любят фотографироваться, усевшись на него.